# Kim Tillie
Kim Tillie (Cagnes-sur-Mer, Francia; 14 de julio de 1988) es un baloncestista francés. Con una estatura de 2,11 metros se desempeña habitualmente en la posición de Ala-pívot en las filas del Cholet Basket de la LNB Pro A. Es hermano del también baloncestista profesional Killian Tillie.

## Trayectoria
El galo comenzó su carrera en el París Basket Racing, y pronto se marchó a la universidad de Utah en Estados Unidos para formarse. Pasó allí cuatro temporadas en la NCAA donde logró desarrollar su físico y en su mejor temporada en Utah firmó 7,5 puntos y 5,5 rebotes de media por encuentro.
Tras su aventura estadounidense, volvió a Francia para jugar en el Asvel Lyon-Villeurbane donde ha participado en Euroliga, Eurocup y Liga Francesa. Su mejor partido europeo lo firmó frente al Khimki ruso donde anotó 22 puntos en 26 minutos y sus promedios en la liga han sido de 10,8 puntos, 4,9 rebotes y 1,9 tapones en un total de 30 partidos jugados.
En la temporada 2012 firma por dos temporadas con el UCAM Murcia.
Una vez finalizado su contrato con el UCAM Murcia, ficha por el Saski Baskonia.

En julio de 2017, firmó un contrato de dos temporadas con el club griego Olympiacos, pero jugaría una temporada.
El 25 de julio de 2018, Tillie firmó un contrato de un año con Herbalife Gran Canaria para disputar la Liga ACB y Euroliga. 
El 8 de julio de 2019, Tillie firmó un contrato de un año con AS Monaco del LNB Pro A. 
El 6 de febrero de 2020, firmó con Budućnost de la Liga Adriática. 
El 6 de julio de 2020, Tillie firmó con Ryukyu Golden Kings Okinawa de la B.League.
En verano de 2021, firma por el Kolossos Rodou BC de la A1 Ethniki, para disputar la temporada 2021-22.
El 25 de julio de 2022 regresa a Francia firmando con el Cholet Basket.